# 永井義文
永井 義文（ながい よしふみ、1987年12月27日 - ）は、兵庫県出身のフットサル選手・フットサル指導者。シュライカー大阪監督。選手時代のポジションはピヴォ。サッカー選手の永井龍は弟である。

## 経歴

### 選手時代
5歳の時にサッカーをはじめ、小学年代では西宮SCでプレー。西宮市立学文中学校に在学時はセレッソ大阪 U-15に在籍し、高校年代では兵庫県立西宮南高等学校に在学しながらセレッソ大阪 U-18に在籍。U-18時代には足首を2度骨折するなど負傷に悩まされ、16歳から17歳まで1年間のリハビリ生活を送った。高校3年時にはJサテライトリーグにも出場した。
びわこ成蹊スポーツ大学に進学し、2年時には関西学生サッカー連盟春季リーグで優勝。この時期にFリーグの試合を初観戦してフットサル転向を決意し、20歳の時にシュライカー大阪のセレクションに合格。シュライカー大阪サテライトではドゥダ・ドス・サントス監督の指導を受け、1年間プレーした後の2009年にトップチームに登録された。2010年と2012年には全日本フットサル選手権大会で優勝。2010年にはフットサル日本代表に初招集され、2013年には日本代表として第4回アジアインドア・マーシャルアーツゲームズに出場して準優勝した。
2014-15シーズン開幕前には木暮賢一郎がシュライカー大阪のトップチーム監督に就任したため、永井は木暮監督の下でプレーするか海外クラブで挑戦するか悩んだが、2014年7月にシュライカー大阪を退団し、9月下旬にイタリア・セリエA2のASDフットサル・イソラに加入。2014-15シーズンのリーグ戦では14試合出場10得点、カップ戦では2試合出場2得点という結果を残した。2015年4月にはシュライカー大阪に復帰。2015年8月には吉本興業とマネジメント契約を結んだ。
2016-17シーズンのシュライカー大阪はFリーグと全日本選手権の2冠を達成。シーズン終了後の2017年4月に現役引退を表明した。

### 指導者時代
現役選手でもあった2011年から2016年には大阪成蹊大学フットサル部のコーチを務めた。現役引退後の2018年にはシュライカー大阪サテライトの監督に就任した。2020年、比嘉リカルドの後任としてシュライカー大阪トップチームの監督に就任した。

## 所属クラブ
サッカー
- 1995年-2000年 西宮SC
- 2000年-2003年 セレッソ大阪 U-15
- 2003年-2006年 セレッソ大阪 U-18
- 2006年-2008年 びわこ成蹊スポーツ大学サッカー部

フットサル
- 2008年-2009年  シュライカー大阪サテライト（大阪府リーグ）
- 2009年-2014年  シュライカー大阪（Fリーグ）
- 2014年-2015年  ASDフットサル・イソラ（イタリア語版）（イタリア2部）
- 2015年-2017年  シュライカー大阪（Fリーグ）

## 指導クラブ
- 2011年-2016年  大阪成蹊大学フットサル部 - コーチ
- 2018年-2020年  シュライカー大阪サテライト - 監督
- 2020年-  シュライカー大阪（Fリーグ） - 監督

## タイトル
- びわこ成蹊スポーツ大学
  - 関西学生サッカーリーグ春季 : 2007

- シュライカー大阪
  - 全日本フットサル選手権大会 : 2010, 2012, 2017
  - Fリーグ : 2016-17

## 代表歴
- U-24フットサル日本代表候補（2010年）[9]
- フットサル日本代表候補（2010年、2012年、2015年）
- フットサル日本代表（2013年）[10]

## 個人成績
| 国内大会個人成績 | 国内大会個人成績 | 国内大会個人成績 | 国内大会個人成績 | 国内大会個人成績 | 国内大会個人成績 | 国内大会個人成績 | 国内大会個人成績 | 国内大会個人成績 | 国内大会個人成績 | 国内大会個人成績 | 国内大会個人成績 |
| 年度             | クラブ           | 背番号           | リーグ           | リーグ戦         | リーグ戦         | リーグ杯         | リーグ杯         | オープン杯       | オープン杯       | 期間通算         | 期間通算         |
| 年度             | クラブ           | 背番号           | リーグ           | 出場             | 得点             | 出場             | 得点             | 出場             | 得点             | 出場             | 得点             |
| 日本             | 日本             | 日本             | 日本             | リーグ戦         | リーグ戦         | オーシャン杯     | オーシャン杯     | 全日本選手権     | 全日本選手権     | 期間通算         | 期間通算         |
| ---------------- | ---------------- | ---------------- | ---------------- | ---------------- | ---------------- | ---------------- | ---------------- | ---------------- | ---------------- | ---------------- | ---------------- |
| 2009-10          | 大阪             | 31               | Fリーグ          | ??               | ?                |                  |                  |                  |                  |                  |                  |
| 2010-11          | 大阪             | 8                | Fリーグ          | 26               | 12               |                  |                  |                  |                  |                  |                  |
| 2011-12          | 大阪             | 8                | Fリーグ          | ??               | ?                |                  |                  |                  |                  |                  |                  |
| 2012-13          | 大阪             | 8                | Fリーグ          | 26               | 9                |                  |                  |                  |                  |                  |                  |
| 2013-14          | 大阪             | 8                | Fリーグ          | 23               | 8                |                  |                  |                  |                  |                  |                  |
| 2014-15          | 大阪             | 8                | Fリーグ          | ??               | ?                |                  |                  |                  |                  |                  |                  |
| 2014-15          | イソラ           |                  | セリエA2         | 14               | 10               |                  |                  |                  |                  | 16               | 12               |
| 2015-16          | 大阪             | 8                | Fリーグ          |                  |                  |                  |                  |                  |                  |                  |                  |
| 通算             | 日本             | 日本             | Fリーグ          | 115              | 37               |                  |                  |                  |                  |                  |                  |
| 通算             | 日本             |                  |                  |                  |                  |                  |                  |                  |                  |                  |                  |
| 総通算           |                  |                  |                  |                  |                  |                  |                  |                  |                  |                  |                  |